# 钟道隆
钟道隆（1934年3月13日—），浙江省浦江县人，軍事通訊專家、教授、中国人民解放军少将。鐘道隆是著名電腦專家鐘士模的次子，亦是逆向英語學習方法的創始人和復讀機的發明者。

## 生平
1949年，钟道隆进入成志学校（清华大学附属中学的前身）。1951年，加入中国人民解放军。1952年，考入中国人民解放军通信工程学院有线系。1958年毕业后，他主要在西北戈壁、青藏高原和内地山脉中从事国防通信工程类勘察设计任务。文化大革命期间，他曾因出身问题，被限制进入装有通讯设备的房间。他绘制设备方框图，并通过电话向一线讲解排除故障。1978年，钟道隆出席总参谋部通信部和总参谋部科技大会，并被评为先进科技工作者。之后出任中国人民解放军总参谋部通信设计院总工程师、总参通信部科技局局长。1986年，兼任中国电子学会通信学分会第三届委员会副主任（主任为刘永峻）。1990年连任第四届委员会副主任委员。
1992年，钟道隆出任中国人民解放军通信工程学院副院长。此外他还担任国家科技进步奖与发明奖电子组副组长等职。1995年退休。

## 贡献
1979年，45岁的钟道隆以中国通信专家身份随团访问法国、德国，参加国际会议。会议举办方在他的胸前挂了一个小卡片，上面写着“我迷路了，请把我送回某某酒店”。钟道隆深受刺激，因此发奋学习英语口语。1985年，钟道隆遭遇车祸，右腿髌骨骨折，他利用休养时间开始努力锻炼英语能力，并开始研究“英语学习逆向法”，之后出版了《逆向法巧学英语》。期间他创制通信仪器，成功发明复读机并于1991年7月29日申请专利（专利名称是“电脑语言学习机”）。1992年，他在上海外国语大学的《外语电化教学》杂志上发表专文《英语学习的利器——电子录音机》介绍其工作原理。1994年，钟道隆在此基础上设计了一种自由滑动窗口式电脑语言学习机，增强适用范围。之后他与其他两位合作创始人将该专利无偿授权大众使用。